# Audience
Audience è un termine inglese (pronuncia /ˈɔːdɪəns/) utilizzato nel linguaggio commerciale, in particolare pubblicitario, per indicare l'insieme delle persone che hanno seguito una determinata trasmissione televisiva o radiofonica, o comunque un messaggio diffuso attraverso un mezzo di comunicazione di massa, assumendo di conseguenza anche il significato di indice di gradimento.
Tali informazioni sono considerate particolarmente importanti nel campo mediatico in quanto determinano i prezzi delle trasmissioni pubblicitarie richiesti dalle emittenti; l'analisi dei dati sugli spettatori consente inoltre alle imprese di attuare investimenti pubblicitari pianificati e rivolti a target ben definiti, offrendo alle emittenti l'opportunità di comprendere i gusti degli spettatori migliorando di conseguenza la composizione dei palinsesti.

## Etimologia
Il termine audience proviene dal francese antico oiance, a sua volta derivante dal latino audentia (udienza), legato al verbo audire, che significa udire, ascoltare.
Risalente al XIV secolo, la parola in francese antico indicava un'udienza o ricevimento formale. Anche se nel francese moderno mantiene tale significato, indicando anche la seduta di un tribunale, nel XV secolo audience iniziò ad essere usato anche per indicare i partecipanti a un'udienza e più in generale un insieme di ascoltatori. Quest'ultimo si affermò quindi come significato prevalente nei paesi anglosassoni, arrivando a comprendere, nella seconda metà del 1800, anche i lettori di un libro.
In lingua italiana è un anglicismo utilizzato in senso tecnico per indicare la quantità di spettatori di un programma diffuso da un mass media, ed estensivamente anche il pubblico di un qualsiasi spettacolo o come sinonimo di ascoltatori.

## Indici di ascolto
L'audience può essere indicata attraverso vari indici di ascolto, sempre calcolati attraverso rilevazioni statistiche. Nel campo televisivo, le indagini sono prevalentemente attuate tramite appositi apparecchi, denominati meter, installati presso le abitazioni di alcune famiglie selezionate dalle aziende che effettuano le ricerche. Tali dispositivi registrano semi-automaticamente la visione dei programmi, inviando poi giornalmente i dati raccolti tramite connessione telefonica. Alla raccolta automatica dei dati alcune aziende affiancano, in determinati periodi dell'anno, negli Stati Uniti noti come sweeps, ulteriori rilevamenti cartacei, per i quali le famiglie selezionate sono invitate ad annotare per una settimana, in un apposito diario, tutti i programmi visti.
Le prime rilevazioni dell'audience radiofonico furono i cosiddetti Crossley ratings, attuate negli Stati Uniti dal 1930 tramite sondaggi telefonici dalla Cooperative Analysis of Broadcasting. Negli anni seguenti anche la C. E. Hooper Company, utilizzando un nuovo metodo di raccolta dei dati ideato da George Gallup, il quale prevedeva interviste durante l'emissione dei programmi invece che il giorno successivo, iniziò a registrare gli ascolti radiofonici, affermandosi presto come leader nel settore. La Hooper dal 1948 iniziò a rilevare anche gli ascolti televisivi, venendo assorbita due anni più tardi dalla Nielsen.
Anche se tali indagini sono spesso oggetto di critiche, sia per i metodi con cui vengono condotte che per l'attendibilità che ne consegue, continuano ad essere di grande importanza per le aziende televisive, determinando i valori economici degli spazi pubblicitari e risultando uno dei primi fattori che incidono sulla durata di un programma.
Di seguito sono elencati i principali indici.

### Audience media
L'audience media, o ascolto medio, indica il numero di spettatori medio registrato da una trasmissione, in un determinato momento o in una determinata fascia oraria.
È solitamente calcolata rapportando la somma dei contatti rilevati per ogni minuto di trasmissione, indicata anche come copertura lorda o contatti lordi in quanto vengono incluse le duplicazioni, alle stesse unità temporali.

### Share
Lo share è il rapporto percentuale tra il numero di spettatori medio registrato da un programma in una fascia oraria e il totale degli spettatori che contemporaneamente stavano usufruendo di altri canali mediante lo stesso medium.
A differenza del rating la sua entità va giudicata tenendo conto della fascia oraria considerata, essendo il bacino d'ascolto complessivo, ad esempio, molto meno consistente tra la mezzanotte e la mattinata.

### Rating
Il rating, anche indicato come percentuale di penetrazione o semplicemente penetrazione, è il rapporto percentuale tra il numero di spettatori medio registrato da un programma o in una fascia oraria e il totale delle unità statistiche, ossia la popolazione statistica, a cui si fa riferimento.
Nell'ambito dell'audience televisiva la popolazione statistica è formata dal totale stimato degli individui in grado di usufruire di un televisore.

### Contatti netti
I contatti netti sono il totale degli spettatori unici che hanno assistito ad almeno un minuto di una determinata trasmissione radiofonica o televisiva.

### Minuti visti
Per minuti visti si intende il numero dei minuti effettivi di una trasmissione seguiti in media da ogni contatto netto.

### Permanenza
La permanenza, anche indicata come un indice di "fedeltà", è il rapporto percentuale tra il numero dei minuti visti e la durata della trasmissione radiofonica o televisiva considerata.

## Indici di ascolto televisivo nel mondo

### Germania
In Germania indagini sull'audience televisiva iniziarono ad essere messe in pratica dal 1963, mentre dal 1985 vennero affidate alla GfK, uno dei principali gruppi di ricerca statistica a livello internazionale. Nel 2014 la finale del campionato mondiale di calcio 2014, che vide trionfare la nazionale tedesca, registrò la punta d'ascolto più alta di sempre, pari a 41,89 milioni di spettatori e l'86,3% di share.

### Italia

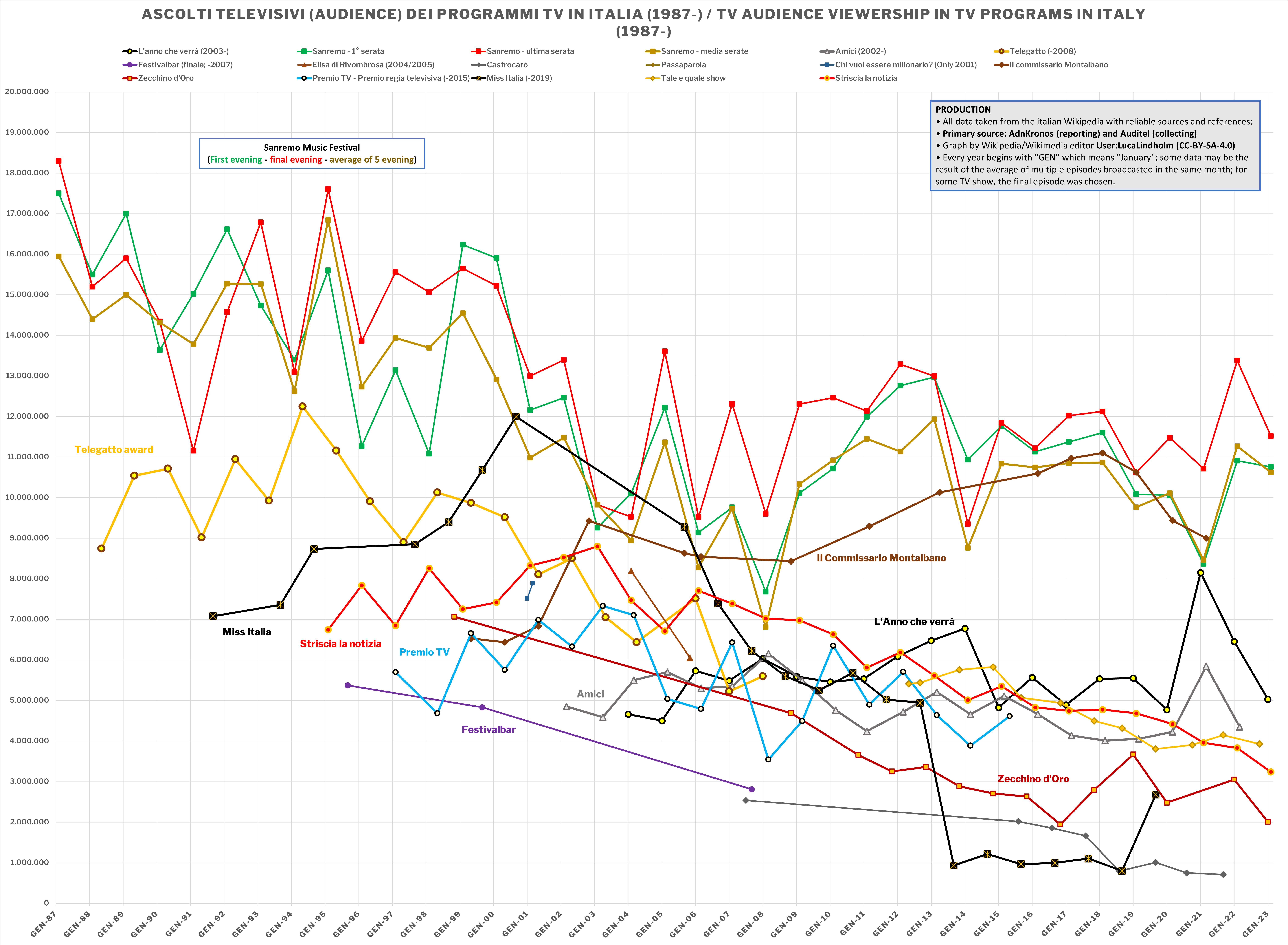
Ascolti televisivi di svariati programmi importanti, in Italia (dal gennaio 1987).

In Italia gli indici di ascolto televisivo sono calcolati, a partire dal 1986, dall'Auditel, la quale si basa, al 2018, su un campione composto da circa 16 200 famiglie.
Al 2011, il maggiore dato d'ascolto registrato in Italia dall'Auditel è quello della partita Italia-Argentina durante le semifinali del campionato mondiale di calcio 1990, vista da circa 27 milioni di spettatori; tra gli eventi più seguiti nella storia della TV italiana figura anche la finale del campionato mondiale di calcio 2006 tra Italia e Francia, che registrò un'audience media di 23.935.000 spettatori e uno share dell'84,11%.
Prima dell'avvento dell'Auditel, venivano solitamente stimate audience maggiori: per Portobello si riportava una media di 25 milioni di spettatori, mentre la finale del campionato mondiale di calcio 1982 tra Italia e Germania raggiunse il picco storico di 36,7 milioni.
La fascia d'età considerata più redditizia dalle emittenti è quella 25-54 anni.

### Regno Unito
Nel Regno Unito l'audience televisiva è rilevata per conto della Broadcasters' Audience Research Board (BARB), fondata nel 1981, mentre negli anni precedenti la Joint Industry Committee for Television Audience Research conduceva sondaggi sui programmi della ITV e la BBC provvedeva ad effettuare indagini autonomamente. Al 2012, l'evento più visto era la finale del campionato mondiale di calcio 1966, vinta dagli inglesi, con circa 32,3 milioni di spettatori stimati; nel 1997 il funerale di Diana Spencer è stato visto da 32,10 milioni di spettatori.

### Stati Uniti
Negli Stati Uniti d'America i dati sono rilevati dalla Nielsen Media Research. La fascia alla quale gli investitori danno maggior rilievo, e per la quale i dati vengono quindi maggiormente pubblicizzati, è quella 18-49 anni, il cui rating è considerato più importante dell'audience totale media. Il Super Bowl XLIX del 2015 è considerato l'evento televisivo più visto, con 114,4 milioni di spettatori, un rating del 47,5% e uno share del 71%.

### Grandi eventi internazionali
In occasione dei grandi eventi internazionali, in particolare sportivi, alcuni istituti di ricerca effettuano stime sulle presunte audience "globali". Nel 2008 la Nielsen Media Research individuò l'evento più seguito di sempre nel mondo nei giochi della XXIX Olimpiade, svolti a Pechino nello stesso anno, stimando che almeno 4,7 miliardi di persone, circa il 70% della popolazione mondiale, avrebbero assistito almeno ad una parte della manifestazione.